# Barettin
Barettin ist ein natürliches bromiertes Alkaloid. Chemisch betrachtet enthält Barrettin ein Diketopiperazin-Grundgerüst, das aus der Aminosäure Arginin und einem bromierten Tryptophan-Derivat mit einer zusätzlichen Doppelbindung, besteht.

## Vorkommen und Entdeckung

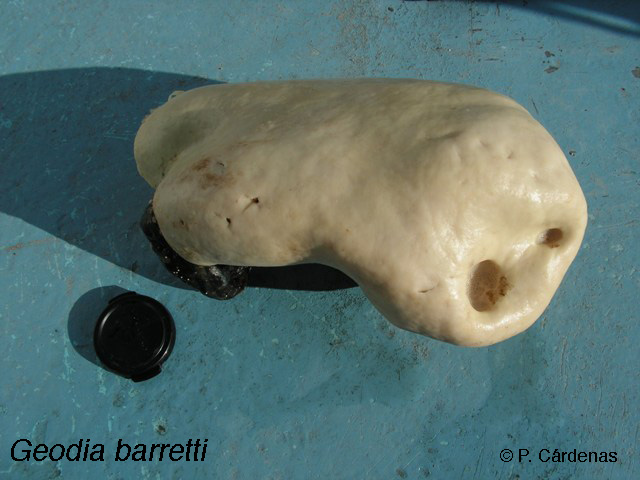
Meeresschwamm Geodia barretti

Barettin wurde erstmals 1986 von Lidgren und Bohlin aus dem Meeresschwamm Geodia barretti Bowerbank 1858 isoliert. Sie gaben der Verbindung den vom Schwamm abgeleiteten Namen, jedoch wurde die von ihnen postulierte Struktur 1987 von Lieberknecht und Griesser durch Synthese widerlegt. Die tatsächliche Struktur von Barettin wurde erst 2002 von Sölter et al. aufgeklärt.

## Funktion
Brom-substituierte Tryptophan-Derivate sind bei marinen Schwämmen und anderen marinen wirbellosen Tieren nicht außergewöhnlich. Bei Geodia barretti erfüllen diese Brom-substituierten Aminosäuren die Funktion, den Lebensraum, beispielsweise gegen Seepocken, abzusichern. In der Umgebung der Schwämme wurden Konzentrationen von Barettin im Meerwasser gemessen, die eine Ansiedlung von Seepocken verhindern.

## Wirkung im menschlichen Körper
Die Wirkungsweise im menschlichen Körper ist bisher noch weitgehend unklar, jedoch zeigen Barettin und seine Homologe ein hohes therapeutisches Potenzial, beispielsweise als Antimykotika, antimikrobielle Substanzen, Anthelminthika (Wurmmittel), Insektizide oder auch als Chemotherapeutika gegen Krebszellen.
Bereits in geringen Konzentration von 0,25 bis 25 µmol verhindert Barettin die Ansiedlung von Seepocken-Larven. Synthetische Barettin-Derivate zeigen in noch geringeren Konzentrationen (34 nmol) eine entsprechende Wirkung.
An die humanen Serotonin-Rezeptoren (5-HT-Rezeptoren) 5-HT2A, 5-HT2C und 5-HT4 bindet Barettin selektiv und mit ähnlichen Konzentrationen wie das endogene Serotonin.